# پولس‌بروک
پولس‌بروک (به هلندی: Polsbroek) یک منطقهٔ مسکونی در هلند است که در لوپیک واقع شده‌است. پولس‌بروک ۱٬۲۱۸ نفر جمعیت دارد.